# Torfowiska Orawsko-Nowotarskie
Torfowiska Orawsko-Nowotarskie (PLC120003) – specjalny obszar ochrony siedlisk oraz obszar specjalnej ochrony ptaków w ramach programu Natura 2000 w województwie małopolskim o powierzchni 8266,68 ha. Obejmuje część obszaru Kotliny Nowotarskiej. Obejmuje tereny powiatu nowotarskiego, gmin Czarny Dunajec, Jabłonka, Nowy Targ (gmina wiejska) i miasta Nowy Targ. W obecnej formie (jako obszar ochrony zarówno siedlisk, jak i ptaków) ustanowiony w 2022.

## Charakterystyka
Kotlina Orawsko-Nowotarska powstała w neogenie w wyniku ugięcia się obszaru pomiędzy łańcuchami górskimi i pogórzami. Podczas ostatniego zlodowacenia (ok. 22–11 tys. lat temu) pokryta została warstwą bardzo słabo przepuszczalnej gliny o grubości około 2 m. Glina ta powstawała w wyniku deflacji z fliszu karpackiego budującego otaczające kotlinę Beskidy i Podhale. Po ustąpieniu lodowca teren kotliny pełen był zagłębień wypełnionych wodą i tworzących młaki i jeziora. Stopniowo zamulane były niesionymi przez wodę osadami tworzącymi stożki napływowe, równocześnie też podlegały zarastaniu, w którym wielki udział miał mech torfowiec. Z jego obumarłych szczątków tworzył się torf i powstawały torfowiska, przez okoliczną ludność nazywane pustaciami lub puściznami. Klimat Kotliny Nowotarskiej wyjątkowo sprzyja powstawaniu torfowisk. Występuje bowiem nadwyżka opadów nad parowaniem, duże zasilanie wodą spływającą z grubej warstwy topniejących śniegów na otaczających kotlinę górach. Nawet podczas długotrwałej suszy w glebie znajduje się wystarczająca ilość wody, co sprzyja powstawaniu torfowisk wysokich. Mają one postać kopulastych wzniesień terenu. Torfowiska te były przez okoliczną ludność eksploatowane jako źródło torfu. Początkowo wykorzystywano je po wysuszeniu głównie jako opał, później również jako podłoże upraw w ogrodnictwie i leśnictwie, oraz jako materiał izolacyjny. Od połowy XX wieku zaczęło się eksploatowanie torfu na skalę przemysłową. Doprowadziło to do znacznego zniszczenia torfowisk. W 1994 r. torf został uznany za kopalinę i jego wydobycie dopuszczalne jest tylko po uzyskaniu koncesji. Obecnie legalnie wydobywa się w Kotlinie Nowotarskiej torf tylko w jednym miejscu – na torfowisku Puścizna Wielka.

## Przedmiot ochrony
Przedmiotem ochrony jest 12 typów siedlisk przyrodniczych, 5 gatunków zwierząt (bez ptaków) oraz 4 gatunki ptaków:
Siedliska przyrodnicze
- 3220 Pionierska roślinność na kamieńcach i żwirowiskach górskich potoków
- 3230 Zarośla wrześni pobrzeżnej na kamieńcach i żwirowiskach górskich potoków (Salici-Myricarietum, część – z przewagą wrześni pobrzeżnej)
- 3240 Zarośla wierzby siwej na kamieńcach i żwirowiskach górskich potoków (Salici Myricarietum, część – z przewagą wierzby)
- 6230 Górskie i niżowe murawy bliźniczkowe (Nardion – płaty bogate florystycznie)
- 6520 Górskie łąki konietlicowe użytkowane ekstensywnie (Polygono-Trisetion)
- 7110 Torfowiska wysokie z roślinnością torfotwórczą (żywe)
- 7120 Torfowiska wysokie zdegenerowane, lecz zdolne do naturalnej i stymulowanej regeneracji
- 7140 Torfowiska przejściowe i trzęsawiska (przeważnie z roślinnością z Scheuchzerio-Caricetea)
- 7150 Obniżenia na podłożu torfowym z roślinnością ze związku Rhynchosporion
- 7230 Górskie i nizinne torfowiska zasadowe o charakterze młak, turzycowisk i mechowisk
- 91D0 Bory i lasy bagienne (Vaccinio uliginosi-Betuletum pubescentis, Vaccinio uliginosi-Pinetum, Pino mugo-Sphagnetum, Sphagno girgensohnii-Piceetum i brzozowo-sosnowe bagienne lasy borealne)
- 91E0 Łęgi wierzbowe, topolowe, olszowe i jesionowe (Salicetum albo-fragilis, Populetum albae, Alnenion glutinoso-incanae, olsy źródliskowe)

Gatunki zwierząt (z kodem)
- 1193 Kumak górski (Bombina variegata)
- 2001 Traszka karpacka (Triturus montandoni)
- 1032 Skójka gruboskorupowa (Unio crassus)
- 1014 Poczwarówka zwężona (Vertigo angustior)
- 1013 Poczwarówka Geyera (Vertigo geyeri)

### Gatunki ptaków (z kodem)[9]
- A089 Orlik krzykliwy (Aquila pomarina)
- A122 Derkacz (Crex crex)
- A409 Cietrzew (Lyrurus tetrix ssp. tetrix)
- A108 Głuszec (Tetrao urogallus)

## Historia ochrony obszaru
Od 1997 teren ten objęty jest ochroną jako część Południowomałopolskiego Obszaru Chronionego Krajobrazu. Ponadto w jego obrębie znajduje się powołany w 1925, i ponownie w 1956, rezerwat przyrody Bór na Czerwonem.
Obszar „Torfowiska Orawsko-Nowotarskie” zaprojektowany został w kwietniu 2004 r. jako specjalny obszar ochrony siedlisk w ramach programu Natura 2000 w województwie małopolskim o powierzchni 8255,62 ha. Zatwierdzony 25 stycznia 2008 roku przez Komisję Europejską jako obszar mający znaczenie dla Wspólnoty (PLH120016).
W zbliżonych granicach utworzono w 2007 roku także obszar specjalnej ochrony ptaków „Torfowiska Orawsko-Nowotarskie” PLB120007 o powierzchni 8218,52 ha.
Jako obszar Sieci Natura 2000 ochrony zarówno siedlisk, jak i ptaków ustanowiony w 2022.